# 克氏大角鮟鱇
克氏大角鮟鱇為輻鰭魚綱鮟鱇目棘茄魚亞目巨棘角鮟鱇科的其中一種，發現於東南大西洋的南非及西北太平洋的日本海域，屬深海魚類，棲息深度可達2000公尺，雌魚體長可達25.2公分。

## 擴展閱讀
維基物種上的相關：克氏大角鮟鱇